# Базарная Солянка
Базарная Солянка — река в России, протекает по Николаевскому району Волгоградской области. Впадает в реку Солянка, впадающую в Торгунский залив Волгоградского водохранилища.

## География
Базарная Солянка начинается в 5 км южнее хутора Торгунский. Течёт в балке на северо-запад. На большей части русла река пересыхащая. Населённых пунктов на Базарной Солянке нет. Длина реки составляет 15 км.

## Данные водного реестра
По данным государственного водного реестра России относится к Нижневолжскому бассейновому округу, водохозяйственный участок реки — Волга от Саратовского гидроузла до Волгоградского гидроузла, без рек Большой Иргиз, Большой Караман, Терешка, Еруслан, Торгун. Речной бассейн реки — Волга от верхнего Куйбышевского водохранилища до впадения в Каспийское море.
Код объекта в государственном водном реестре — 11010002212112100011326.